# 腾冲拟髭蟾
腾冲拟髭蟾（学名：Leptobrachium tengchongense），一种于中华人民共和国云南省腾冲市高黎贡山自然保护区发现的两栖动物，隶属于角蟾科拟髭蟾属。其种加词“tengchongense”意为“腾冲的”。

## 形态特征
腾冲拟髭蟾体型粗壮，模式标本雄蟾体长45.3毫米。背部浅灰色，具有黑色不规则斑块；四肢背面有明显的黑色宽条带；眼球下半部2/3是深棕色；眼球上半部1/3是淡蓝色；颞褶下方有一黑色条纹；眼前角的下部有一小黑点；胸部白色，身体和四肢腹面是深紫灰色，具有许多白色小痣粒。

## 保护
本种于2023年被收录入《有重要生态、科学、社会价值的陆生野生动物名录》。